# موسی سائو
موسی سائو (انگلیسی: Moussa Sao؛ زادهٔ ۱۷ اکتبر ۱۹۸۹) بازیکن فوتبال اهل فرانسه است.
از باشگاه‌هایی که در آن بازی کرده‌است می‌توان به باشگاه فوتبال لو آور و باشگاه فوتبال سوشو اشاره کرد.